# Salma Ismail
Pour les articles homonymes, voir Ismail.
Tan Sri Salma binti Ismail, née le 19 décembre 1918 à Alor Setar en Malaisie et morte le 20 juillet 2014 à Kuala Lumpur, est une médecin malaisienne.
Elle est la première femme de Malaisie à exercer en tant que médecin, puis l'un des premiers médecins généralistes malaisiens à ouvrir un cabinet privé en 1967.

## Biographie

### Jeunesse et formation
Salma Ismail est née le 19 décembre 1918 à Alor Setar, au Kedah. Elle a fréquenté l'école de filles de Kampung Baru, Kolej Sultan Abdul Hamid, puis l'école secondaire Sultanah Asma, où l'un des bâtiments porte désormais son nom. Elle a terminé les examens Junior Cambridge en 1933 et Senior Cambridge en 1935, elle a été la première fille de l'État de Kedah à passer le Senior Cambridge avec mention.
Elle a commencé ses études de médecine au King Edward VII College of Medicine de Singapour en 1936. Les cours de collège ont été suspendus pendant la Seconde Guerre mondiale, et Salma Ismail est alors retournée en Malaisie en 1941 pour travailler comme médecin stagiaire à l'hôpital général d'Alor Setar. Elle a repris ses études en 1946 et a obtenu une licence en médecine et chirurgie en 1947. Après onze ans de formation, elle est devenue la première femme malaisienne à être médecin accréditée.

### Carrière médicale
Après avoir obtenu son diplôme, Salma Ismail est devenue médecin à l'hôpital général d'Alor Setar, où elle est restée la seule femme à occuper ce poste jusqu'en 1960. En 1956, elle s'est rendue à Dublin, en Irlande, pour suivre un cours d'obstétrique pour les étudiants de troisième cycle. C'est là qu'elle a rencontré son mari, Abu Bakar Ibrahim, également médecin d'Alor Setar. Salma est revenue de Dublin pour Alor Setar, où elle a été nommée sage-femme royale de la sultane Bahiyah.
Elle a quitté Alor Setar pour Kuala Lumpur en 1960 et a occupé le poste de médecin responsable de l'hôpital Tanglin jusqu'en 1967, date à laquelle elle a ouvert un cabinet privé. Son cabinet, la clinique Salma, a été l'un des premiers cabinets privés mis en place par un médecin généraliste malais. La clinique Salma s'est ensuite développée avec trois succursales situées autour de Kuala Lumpur. Salma Ismail a pris sa retraite en 2005.
Salma Ismail a reçu le prix Bintang Cemerlang Kedah en 1957 et le prix Dato Paduka Mahkota Kedah en 1996. Elle a reçu les insignes de commandeur de l'Ordre de loyauté à la Couronne de Malaisie (P.S.M.) en 1997. Elle a reçu le Panglima Setia Mahkota la même année 1997, lui accordant le titre de Tan Sri. Elle est morte à Kuala Lumpur le 20 juillet 2014 à l'âge de 95 ans.